# Kanton Belle-Isle-en-Terre
Der Kanton Belle-Isle-en-Terre war bis 2015 ein französischer Wahlkreis im Arrondissement Guingamp, im Département Côtes-d’Armor und in der Region Bretagne; sein Hauptort war Belle-Isle-en-Terre.

## Gemeinden
| Gemeinde            | Bretonisch      | Einwohner (2022) | Fläche (km²) | Code postal | Code Insee |
| ------------------- | --------------- | ---------------- | ------------ | ----------- | ---------- |
| Belle-Isle-en-Terre | Benac'h         | 1.031            | 14.11        | 22810       | 22005      |
| La Chapelle-Neuve   | Ar Chapel-Nevez | 403              | 23.78        | 22160       | 22037      |
| Gurunhuel           | Gurunuhel       | 406              | 19.58        | 22390       | 22072      |
| Loc-Envel           | Lokenvel        | 74               | 3.36         | 22810       | 22129      |
| Louargat            | Louergad        | 2.393            | 57.23        | 22540       | 22135      |
| Plougonver          | Plougonveur     | 766              | 35.72        | 22810       | 22216      |
| Tréglamus           | Treglañviz      | 1.100            | 18.79        | 22540       | 22354      |
| Kanton              | Benac'h         | 6.046            | 172.57       | -           | 2202       |

## Bevölkerungsentwicklung des Kantons
| 1962 | 1968 | 1975 | 1982 | 1990 | 1999 | 2006 | 2012 |
| ---- | ---- | ---- | ---- | ---- | ---- | ---- | ---- |
| 7761 | 7128 | 6523 | 6261 | 5785 | 5685 | 5806 | 6046 |